# Anna-Carin Forstadius
Anna-Carin Forstadius, née le 10 juillet 1983 à Stockholm, est une joueuse professionnelle de squash représentant la Suède. Elle atteint en décembre 2009 la 63e place mondiale sur le circuit international, son meilleur classement. Elle est huit fois championne de Suède entre 2004 et 2015.
Elle a une sœur Lovisa Forstadius également joueuse de squash et championne de Suède en 2014.

## Palmarès

### Titres
- Championnats de Suède : 8 titres (2004, 2006-2012, 2015)